# 伊藤清兵衛
伊藤 清兵衛（いとう せいべえ、天保2年〈1831年〉 - 慶応元年10月23日〈1865年12月10日〉）は、幕末の筑前福岡藩士である。通称は初め平次郎、のち清兵衛。諱は勝益。字は黙通。福岡藩士・島平右衛門周成の四男。母は月成氏。

## 経歴・人物
那珂郡柳原村に生まれ、同藩士・伊藤森之助常世の養子となる。幼少より月形深蔵・魚住三郎らに就いて学ぶ。　
安政4年（1857年）9月家督を相続した。家禄二百石を拝領し、馬廻組に列せられる。万延元年（1860年）足軽頭に任ぜられ長崎に勤番したが、病により辞職。元治元年（1864年）10月藩より京都警護の命を受けて上京した。
次いで幕命を受けて敦賀へ赴き、武田耕雲斎一行（天狗党）の囚獄を警護した。慶応元年（1865年）5月佐幕派の台頭に抵抗して、薩摩藩の志士と謀って尊皇派の同志を救出しようとしたが果さず、同年8月禁固を命ぜられ、10月枡木屋の獄において斬罪に処せられた。刑死後は徳永寺に葬られ、明治35年（1902年）贈正五位に叙せられた。